# Amtsbezirk Klipleff
Der Amtsbezirk Klipleff war ein Amtsbezirk im Kreis Apenrade in der Provinz Schleswig-Holstein.
Der Amtsbezirk wurde 1889 gebildet und umfasste Teile des Forstgutsbezirks Apenrade und die folgenden Gemeinden:  
1. Behrendorf
2. Klipleff
3. Lundtoft
4. Perebüll
5. Seegaard

1920 wurde der Amtsbezirk aufgelöst und die Gemeinden aufgrund der Volksabstimmung in Schleswig an Dänemark abgetreten.